# Уайна Капак
Уайна Капак или Вайна Капак (кечуа Wayna Qhapaq, исп. Huayna Cápac; родился в 1476 в Тумипампе, умер в 1527 в сегодняшней Колумбии) — одиннадцатый правитель (Сапа Инка) Империи Инков.

## История
В переводе с кечуа его имя означает «молодой правитель», так как на трон он взошёл уже в возрасте 17 лет в 1493 году, будучи наследником Тупак Инка Юпанки. Уайна Капак был первым правителем инков, родившимся не в Куско. Он правил до 1527 года и был отцом Нинан Куйочи, Уаскара, Атауальпы, Тупак Уальпы, Манко Инка Юпанки и Пауллу Инка.

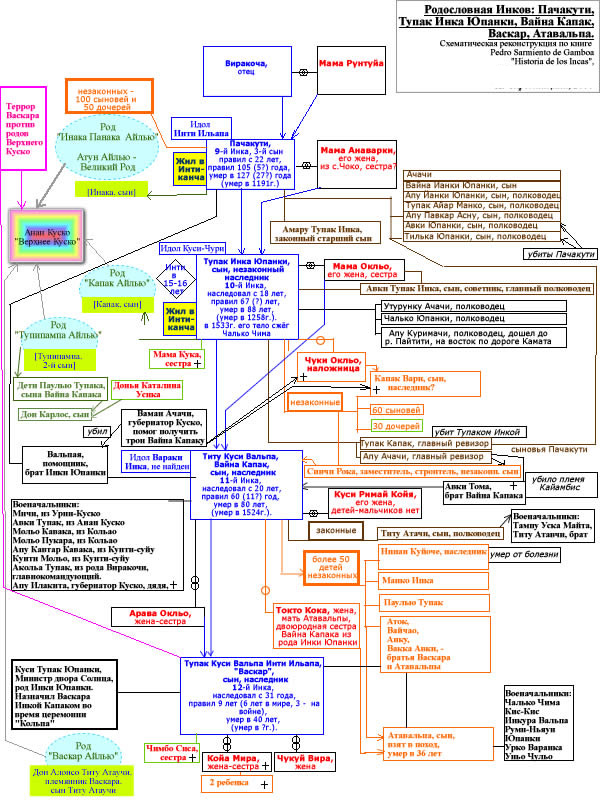
Сарьменто де Гамбоа, Генеалогия Инков. Пачакути, Тупак Инка Юпанки, Вайна Капак, Васкар, Атавальпа

За время своего правления Уайна Капак продолжил политику экспансии Империи Инков, начатую его предшественниками. В течение нескольких лет он вёл войну на севере государства, на территории современной Колумбии, а из завоёванного Кито сделал северный форпост империи. Уайна Капаку удалось покорить каньяри, проживавших на территории современного Эквадора.
В 1527 году Уайна Капак и многие воины, находившиеся в Колумбии, стали жертвой эпидемии, возможно, малярии или занесённой европейскими завоевателями в Центральную Америку оспы. Как и тысячи его солдат и старший сын Нинан Куйочи, от болезни умер вскоре и сам Уайна Капак. Считается, что перед смертью он завещал разделить государство между оставшимся старшим сыном Уаскаром и любимым сыном Атауальпой, однако достоверных сведений на этот счёт нет.
Узнав о смерти отца, Уаскар смог на короткое время стать единоличным правителем государства, взяв Атауальпу в Куско под стражу. Тому, однако, удалось бежать и организовать сопротивление, после чего в Империи Инков разгорелась гражданская война, весьма ослабившая её перед появлением испанцев.

## Строительство дорог
Известны некоторые дороги, построенные Уайна Капаком:
«Из этой провинции Гуамачуко королевская дорога Инков выходит к Кончукос, и в Бомбоне вновь соединяется с другой, такой же большой, как и эта. Одна из которых, говорят, была построена по приказу Топы Инки Юпанки, а другая – Уайна Капаком, его сыном.»

## Смерть
После стычек с конкистадорами в 1525 году Уайна Капак заболел оспой и вскоре скончался.